# Squamish (kmen)

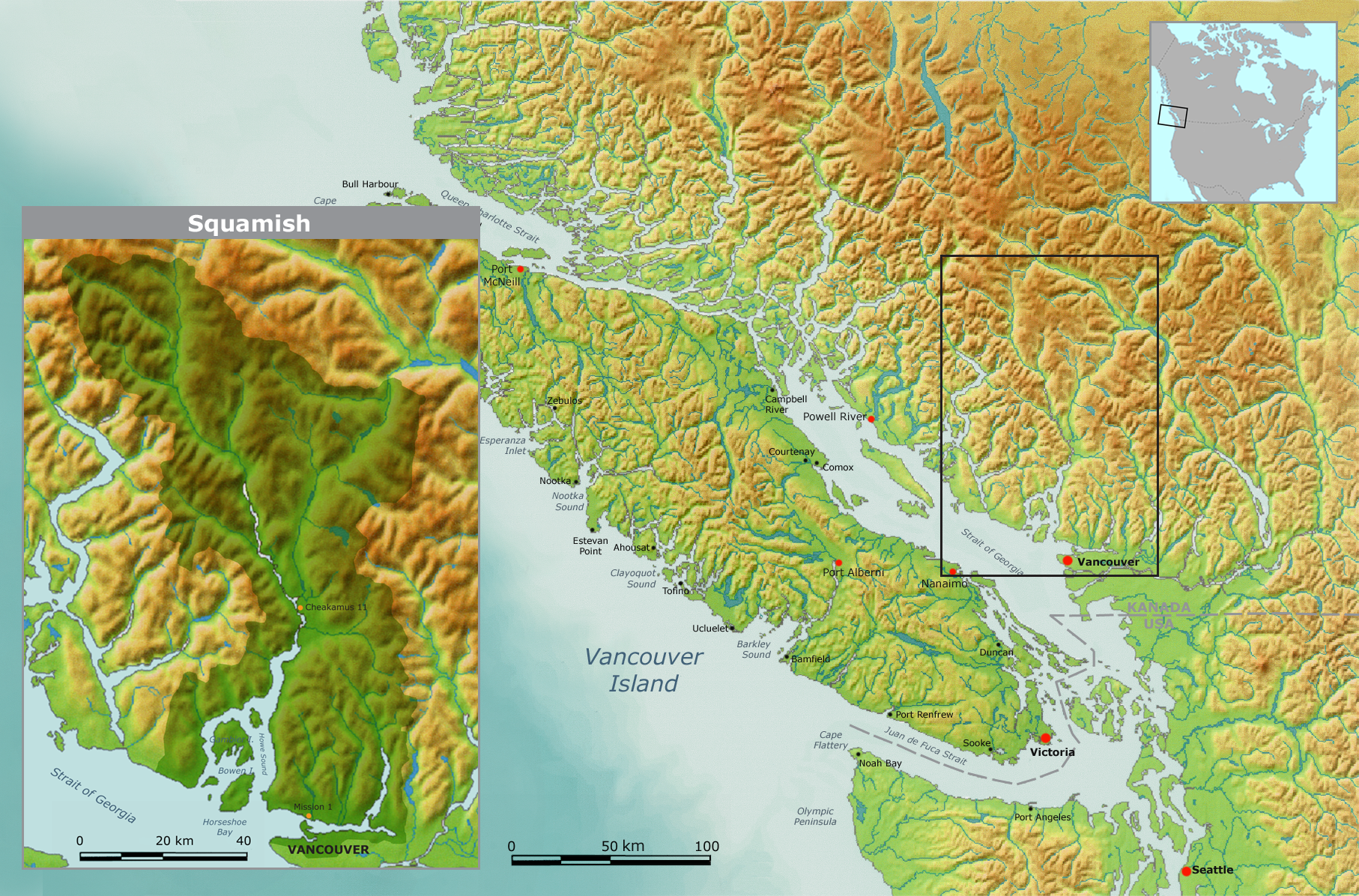
Oblast původně obývaná indiány z kmene Squamish

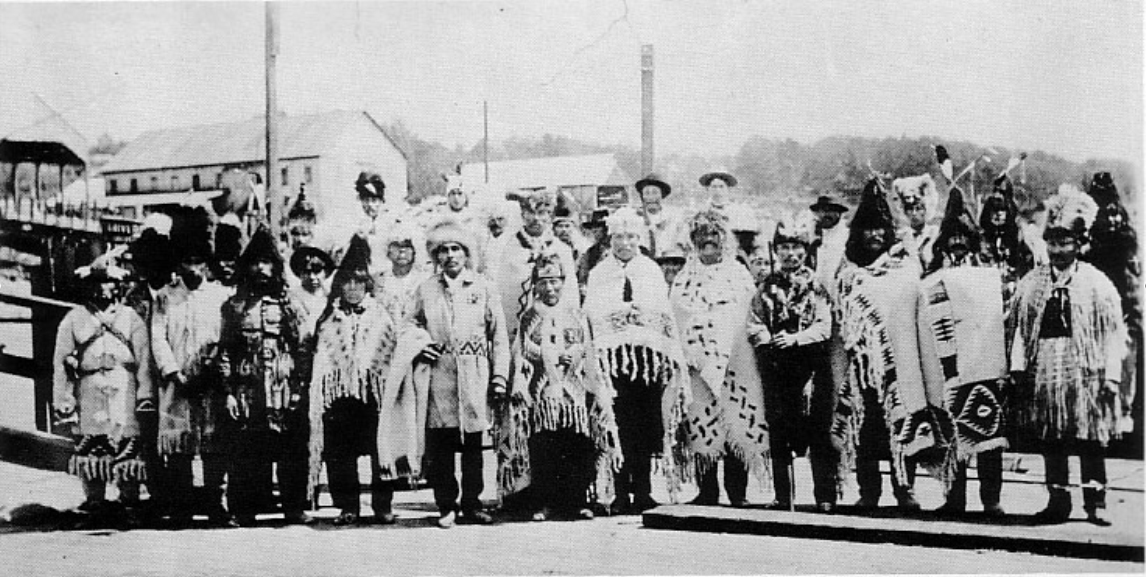
Vůdcové kmene Squamish v tradičním oděvu ve městě North Vancouver, 1906

Squamish (sqʷχʷúʔməʃ,  výslovnost) je indiánský kmen patřící do kulturní a etnografické podskupiny Pobřežních Sališů na jihozápadě Britské Kolumbie. Squamish v překladu znamená "lid posvátné vody", což je narážka na jejich víru ve vodu na území, které obývají, a v její nadpřirozené léčivé vlastnosti.
Hlavní osídlení kmene Squamish je v blízkosti města Squamish a u ústí řeky Capilano u zátok Mosquito Creek a Seymour Creek ve fjordu Burrard Inlet v oblasti North Vancouver. Počet příslušníků tohoto indiánského etnika je 3 618 (srpen 2008), přičemž má stoupající tendenci.